# Großenehrich
Grossenehrich est une commune allemande de l'arrondissement de Kyffhäuser, Land de Thuringe.

## Géographie
La commune comprend dix quartiers : Großenehrich, Wenigenehrich, Rohnstedt, Otterstedt, Bliederstedt, Niederspier, Westerengel, Kirchengel, Holzengel, Feldengel.
| Bellstedt Thüringenhausen | Sondershausen         | Kyffhäuserland                               |
| Abtsbessingen             | Großenehrich          | Trebra                                       |
| Wolferschwenda            | Kutzleben Hornsömmern | Topfstedt Westgreußen Clingen Wasserthaleben |

## Histoire
Großenehrich est mentionné pour la première fois en 722 dans un acte de donation à l'abbaye de Fulda. La place du marché est au croisement de deux routes commerciales : Sachsenburg-Mühlhausen-Cassel et Erfurt-Bad Tennstedt-Sondershausen-Magdebourg.
Großenehrich est la scène d'une chasse aux sorcières de 1668 à 1670 : deux femmes subissent un procès et sont exécutées.

## Personnalités liées à la commune
- Gabriel Christoph Benjamin Mosche (1723-1791), théologien
- Heinrich Kreipe (1895-1976), général de division né à Niederspier